# Aguanil
Aguanil là một đô thị thuộc bang Minas Gerais, Brasil. Đô thị này có diện tích 235,025 km², dân số năm 2007 là 4054 người, mật độ 16,3 người/km².